# وسيط (مهنة)
الوسيط هو شخص طبيعي تقتضي مهمته التدخل لتسهيل النقاشات و إيجاد حلول توافقية للطرفين.

## وسيط قانوني

### المغرب
بموجب القانون رقم 05-08 الصادر بالظهير الشريف المؤرخ في 30 نوفمبر 2007 المعدل لقانون المسطرة المدنية، أدمج المشرع المغربي الوساطة كآلية بديلة لحل النزاعات في النظام القانوني لتدعيم الوسائل البديلة لحل النزاعات بالمغرب.

### فرنسا
«يجوز للمحكمة التي نظرت في نزاع ما، بعد طلب موافقة الطرفين، تعيين شخص ثالث لسماع الأطراف ومواجهة وجهات النظر للسماح لهم بإيجاد حل للنزاع بينهما». تجدر الإشارة إلى أن الوساطة هي عملية تطوعية وأن أمر القاضي بها لا يلزم باتباعها.